# Spittal an der Drau (district)
Het politieke district Bezirk Spittal an der Drau in de Oostenrijkse deelstaat Karinthië bestaat uit een aantal zelfstandige steden en gemeenten.

## Steden
- Gmünd in Kärnten (2605)
- Radenthein (6620)
- Spittal an der Drau (16.045)

## Gemeenten

### Marktgemeinden
- Greifenburg (1911)
- Lurnfeld (2718)
- Millstatt (3351)
- Oberdrauburg (1334)
- Obervellach (2540)
- Sachsenburg (1438)
- Seeboden (6045)
- Steinfeld (2291)
- Winklern (1134)

### Gemeinden
- Bad Kleinkirchheim (1863)
- Baldramsdorf (1819)
- Berg im Drautal (1373)
- Dellach im Drautal (1769)
- Flattach (1373)
- Großkirchheim (1606)
- Heiligenblut (1185)
- Irschen (2080)
- Kleblach-Lind (1299)
- Krems in Kärnten (2157)
- Lendorf (1776)
- Mallnitz (1027)
- Malta (2185)
- Mörtschach (942)
- Mühldorf (963)
- Rangersdorf (1805)
- Reißeck (2521)
- Rennweg am Katschberg (2025)
- Stall (1868)
- Trebesing (1263)
- Weißensee (788)